# Пуни, Авксентий Цезаревич
Авксентий Цезаревич Пуни (1898—1985) ― советский психолог, один из основоположников спортивной психологии в СССР, доктор педагогических наук, профессор. Правнук итальянского композитора Цезаре Пуни.

## Биография
Родился 13 декабря 1898 года в городе Вятка.
Во время учебы в гимназии увлекался спортом, организовал и руководил вятским обществом любителей спорта. Занимались футболом, лёгкой атлетикой, теннисом, лыжами. Часто занятия спортом проходили во дворе, где жила семья Пуни. В 1914 году первым в Вятке начал осваивать фигурное катание.
В 1917 году стал красногвардейцем, участник Гражданской войны, демобилизовался из Красной Армии в 1923 году. Вернувшись на родину, работал в Вятском губернском совете физкультуры. В 1926—1927 годах был научным сотрудником Вятского дома физкультуры.
В 1932 году окончил Ленинградский институт физической культуры имени П. Ф. Лесгафта, после этого остался в институте вести научную работу и преподавать. Основал кафедру психологии и был ее заведующим на протяжении 30 лет. После ухода с этой должности был профессором-консультантом. Отличник физической культуры (1947).
В июле 1941 года, Пуни, имевший звание капитана запаса медицинской службы, добровольцем вступает в армию. В боях по обороне Ленинграда награжден орденом Красной Звезды, медалями «За оборону Ленинграда», «За победу над Германией в Великой Отечественной войне 1941—1945 гг.». Уже после войны будет награжден орденами Трудового Красного Знамени, «Дружбы народов», многих медалей.
В 1952 году защитил докторскую диссертацию на тему «Психология спорта».
Умер 26 апреля 1985 года, похоронен на Волковском лютеранском кладбище.

## Вклад в науку
Стал основоположником спортивной психологии в СССР, впервые в стране ввел учебный курс психологии физического воспитания и спорта.
В 1947 году Пуни разработал курс лекций «Психология физического воспитания и спорта», ставший обязательным предметом в подготовке спортивных педагогов и тренеров. Разработал теорию навыка и закономерностей его формирования. Вел научные исследования по технической и волевой подготовкой спортсменов, в том числе с проблемами психологической готовности к соревнованиям.
Написал около 350 научных работ, учебников и методических пособий. Его основные труды:
- Роль представлений в формировании двигательных навыков (1957)
- Волевая подготовка юных спортсменов. — М., 1961
- «Очерки психологии спорта (1959), Психология физического воспитания и спорта (ч. 1—2, 1973)
- Проблема личности в психологии спорта (1980)

## Семья
- Прадед ― итальянский композитор Цезарь Пуни (правильнее Чезаре Пуньи) (1802—1870)
- Дед ― Цезарь Пуни, служащий на железной дороге в России
- Отец ― Цезарь Цезаревич Пуни (1868—1951), вятский дантист
- Супруга ― Лия Давидовна (Каценеленбоген) (1904—1984)
- Сын ― Цезарь (родился в 1930 году), хирург высшей квалификации, кандидат медицинских наук, работал во Вьетнаме и Афганистане
- Внучка ― Марина, врач
- Внучка ― Людмила, музыкант[2]

## Память
- Кафедра психологии им. А. Ц. Пуни Национального государственного Университета физической культуры, спорта и здоровья имени П. Ф. Лесгафта